# Paixtunistan
Paixtunistan (farsi: پشتونستان) o Pakhtunistan (farsi: پختونستان), és el nom que els nacionalistes paixtuns donen al seu territori ètnic dins Pakistan. Ocupa la Província de la Frontera del Nord-oest i les Àrees Tribals Administrades Federalment. La capital és Peshawar (1.123.000 h). D'altres ciutats són Dera Ismail Khan (102.000 h), Abottabad (120.000 h), Kohat (142.000 h), Mardān (278.000 h) i Mingaorā (198.000 h).

## Orografia
La zona comprèn les cadenes muntanyoses, zones submontanyoses i planes:
- Al Nord orientats cap al Sud on hi ha el riu Kabul, hi ha l'Hindu Kush, dividit pel riu Kunar en dues unitats: Hindu Kush, amb la màxima alçària del Tirich Mir (7.690 m) i l'Hindu Raj, amb el Shah Dok (6.321 m).
- Al Sud, l'Hindu Raj és creuat per les conques de Panjkora, Swat i Kandia. AL Districte de Hazara hi ha l'Himàlaia Menor, on destaca la cadena Safed koh, amb el Sakaram (4.761 m).
- La vall de Peshawar, amb un 10% del territori on es concentra la meitat de la població.

Els principals rius són el Kurram, el Tochi, Gumal, Kandia, Penjkora, Sivat, Kandia, Kunar i Kabul.

## Història

### Els orígens
La zona de Peshawar ja és descrita a l'antiga literatura sànscrita i a les obres d'Estrabó, Claudi Ptolemeu i Arri. Formà part de l'antic regne budista de Gandhara, ja que el pas de Khaybar a la vall de Sivat és ple de stupes en ruïnes, ja que era força estratègic, la ruta més fàcil i directa vers Afganistan. Gandhara fou annexat a l'imperi persa aquemènida en el segle VI aC, i formarà part d'una satrapia persa fins al 327 aC. Passà successivament a mans de grecs, indis, indobactrians, saces, parts i kushans. S'ha trobat escultures greco-búdiques, edictes d'Asoka en pedra a Shahbazgarha (a territori dels yusufzay).
Els xinesos Fa Xian (s. V) i Xuan Zang (s. VII) afirmaven que la religió majoritària era el budisme. Purushapura fou la capital de l'Imperi Kuixan amb Kanixka I, i aquest era l'antic nom de Peshawar (també era Parashawara, capital de Gandhara), anomenada Begram en la poesia paixtu. Els musulmans hi aparegueren quan el turc Sebüktegin hi guanyà el control el 988 (el nom prové de pesh awar, vila fronterera) contra el sobirà hindushahid Djaypal i el seu fill Mahmud ho va fer el 1006 a Anandpal, fill de Djaypal. La vila serà possessió gaznèvida, i des d'ací atacaria l'Índia entre 1001 i 1027, i conquerí tot el territori llevat Hazarajat, important en la ruta cap a l'Afganistan.
El 1178-1180 Peshawar fou presa pel ghurida Mu’izz al Din Muhammad ben Sam, qui ocupà la vall de Peshawar fins a la seva mort el 1206. A la seva mort el regne ghòrida decaigué i fou conquerit per Genguis Kan el 1225, tot i que Peshawar conservà la importància estratègica.
Segons les tradicions locals, en el segle xv dues tribus pathan, els khakay i ghoriyya khel, marxaren de la vall de Kabul i s'instal·laren a la vall de Djalabad i els pendents de Safir Koh. Les principals faccions khakay eren els yusufzays, gugiyanis i tarklanris, i les dels ghoriyya khel es dividien en cinc tribus: mohmands, khalils, dawudzay, chamkannis i zeranis. Els yusufzays s'estableixen a Peshawar, n'expulsaren els dilazaks i conqueriren Kabul i l'Oest de Hoti Mardan. Durant el segle xvi els ghoriyya khel ocuparen el pas de Khyber i expulsaren població indígena al Kohistan de Swat, però no aconseguiren la supremacia dels khakays perquè foren vençuts pels yusufkays. Aquests prínceps van rendir vassallatge nominal als prínceps islàmics de l'Afganistan i Panjab, i ni tan sols els Mongols de l'Índia els sotmeteren totalment. Akbar i Aurangzeb es conformaren a assegurar l'obertura de la ruta de Kabul. Peshawar serví de base a Babur per les campanyes a Kohat, Bannu i Bargash, així com capital d'hivern al governador de Kabul per compte d'Aurangzeb, Mahabat Khan ibn Ali Mardan Khan, qui hi fa construir una mesquita.
Amb la decadència dels mongols en el segle xviii, el 1738 fou cedit a Nadir Xah Afshar, governador de Pèrsia, qui la posà sota control del capitost afganès Ahmad Xah Durrani de Kandahar. Sota el seu fill i successor Timur Xah continuà en vigor l'alternança estival de capitals, Kabul i Peshawar.
Des del 1818 el territori fou incorporat al regne sikh del Panjab, qui dominà la frontera afganesa. El 1834 Peshawar fou conquerida pels sikhs mercè el general italià al seu servei Paolo di Bartolomeo Aviabile. Però el 1849 els britànics s'apoderaren de la vall de Peshawar després de la Segona Guerra Sikh.

### Ocupació britànica
Formarà part de la província de Punjab fins al 1901, quan fou creada la North West Frontier Province, administrada des de Peshawar per un comissionat en cap i un agent. El territori no rebé la mateixa autonomia que les altres províncies fins al 1919. Tanmateix, el Government of India Act li concedia un governador i autonomia provincial. La invasió britànica facilitarà la divisió cultural entre afganesos i "pathans muntanyencs", que sempre lluitaren per mantenir llur autonomia. Aquesta divisió fou formalitzada en la línia Durand, que marca encara la divisió actual entre Pakistan i Afganistan.
D'antuvi els britànics eren disposats a concedir-los un alt grau d'autonomia tribal, però després de la Segona Guerra Afganesa (1878-1880) es produí un canvi en la política, amb extensiva presència militar i construcció de carreteres. El 1901 el territori fou dividit en dos: la Província de la Frontera Nord-oest i les àrees tribals, governades directament des de Delhi, malgrat l'oposició de molts cabdills pathans, que protagonitzaren algunes revoltes.
Abans dels anys 20, però, no formaren cap entitat política d'interès. El 1849 fou incorporada Sikhashari, i el 1901 els districtes de Peshawar, Kohat, Bannu, Hazara i Dera Ismail Khan. La línia Durand establí des del 1893 els límits entre les àrees tribals renunciades per Afganistan, agrupades en cinc agències. Cap al 1921 hi havia 1.496.000 parlants de paixtu a l'Índia Britànica. El 1925 es va construir un ferrocarril entre el Khyber i Landi Kotal. La regió fou exclosa de les reformes constitucionals del 1909 i del 1919. Irritats, els paixtuns formaren l'Anjuman-i Islam al-Afghiniyya, que el 1929 va prendre el nom d'Afghan Djirgah i que el 1931 esdevindrà branca provincial del Partit del Congrés de l'Índia.
Els reglaments criminals de la Frontera del Nord-oest permetien l'establiment de Djirgah com a tribunal d'honors tribals i crims de sang i de dones, formada pels ancians de la tribu; d'antuvi era el sistema de govern local, però des del 1882 era un sistema judicial oficial auxiliar de costums paixtuns. Des del 1930 la regió fou agitada per l'organització nacionalista Khuda-yi Khidmatgar (KK) o camises roges, organització paramilitar de l'Afghan Djirgah aliada del Congrés. L'objectiu dels paixtuns, dirigits per Abdul Gaffar Khan i Khari Sahib amb el diari Pakhtun, fundat el 1928, suggerien el concepte vagament articulat d'una regió mal definida anomenada Pakhtunkhawa, i que seria força autònoma dins una Conferència Paníndia. Es creu que foren els instigadors de les revoltes antibritàniques al Waziristan el 1936-1938.
Abdul Gaffar Khan, anomenat el Gandhi de la frontera, i el KK dominaren la vida política paixtun fins al 1947. Foren lleials al Congrés fins que la violència entre hinduistes i musulmans els posà de costat de la Lliga Musulmana, que exigia que la regió forma part del Pakistan. Tanmateix, proposaren la creació d'un Pakhtunistan o Pathanistan independent. El KK boicotejà el referèndum de juny del 1947, ja que no incloïa l'opció independentista per a ells, però el 99% votà a favor del Pakistan.

## Integració en Pakistan
Incorporat al Pakistan, formà la Província de la Frontera Nord-oest dividida en dos districtes, Dera Ismail Khan i Peshawar (amb Hazara, Kohat i Peshawar). El Khuda-yi Khidmatgar (KK) acceptà la situació i es va integrar dins el National Awami Party, dirigit a la regió per Abd-al Wali Khan, fill d'Abdul Gaffar, i que inclouria en el seu programa més autonomia per a les províncies, afavorit pel fet que hi eren majoritaris. Així, el 1950, el Col·legi Islamiyya esdevingué Universitat de Peshawar, amb cinc col·legis.

Bandera de Paixtunistan, 1947

L'interès de l'Afganistan per la zona és conseqüència d'un contenciós històric (ja que pretenien que l'acció Durand del 1893, confirmat pel govern després del tractat anglo-afganès del 1921, havia esdevingut obsolet el 1947) de lligams ètnics, proximitat geogràfica i voluntat política d'interferència dels paixto en la política. Des del 1919, i especialment durant la segona guerra mundial, els governants afganesos dictaven declaracions de reivindicacions sobre la Frontera Nord-oest i Balutxistan. El 1947, després de contactar amb la Khuda-yi Khidmatgar (KK), modificaren la seva posició, i exigiren que la NWFP s'unís a l'Afganistan, o bé que Paixtunistan es declarés independent. Fins i tot, el 1949 encoratjaren la constitució d'una Assemblea Nacional fantasma del Paixtunistan, presidida pel fakir d'Ipi. El conflicte s'accentuà quan era primer ministre afganès Mohammed Daud (1953-1963), sobretot quan el 1955 decidiren la uniformització administrativa, i la NWFP fou incorporada a la Província del Pakistan Occidental. Això provocaria les protestes de la Khuda-yi Khidmatgar (KK) del nou cabdill Abd Al-Samad Khan Al-Shakza'i i del NAP de Wali Khan, i que desembocaren el 1961 en un trencament de relacions entre Pakistan i Afganistan. El 1950 se li incorporaren els estats feudals de Phulra i Amb.
Les djirgah tribals aprovaren el 1947 la Unió amb Pakistan, i el febrer del 1980 una djirgah de caps i notables pathans i balutxis es reuní a Sibi (Nord de Balutxistan) per afirmar la seva oposició a la invasió soviètica de l'Afganistan el 1979. Alhora, han aconseguit de preservar llurs valors tradicionals i organització social basada en clans fragmentats i descentralitzats on els valors d'individualitat i igualtat són per damunt de tot i pels líders. La societat és anàrquica, cosa que dificulta la construcció de la identitat pathan sobre lleialtats tribals. El desenvolupament econòmic és benvingut, però alguns caps tribals han intentat impedir la construcció de carreteres perquè erosionaven la seva autonomia. Hi ha una forta producció d'opi, cosa que ha provocat conflictes de classes entre terratinents i camperols swats.
Molts aspectes de la política britànica han continuat. Encara que els estats principescs han estat abolits (Dir, Swat, Chitral, Amb. Phulra), s'ha creat la FATA amb 11 àrees tribals designades sota administració central, però només una part de la població pathan, amb molta autonomia ètnica regulada amb el customari de l'herència britànica Frontiers Crime Regulation.
Durant els primers anys de la independència es produí una política de "negligència benigna", però sota la presidència del pathan Ayyub Khan (1958-1969) augmentà l'autoritat central, tot i que els pathanas eren el 40% dels oficials de l'exèrcit. El 1960-1961 es produïren enfrontaments afgano-pakistanesos a Badjawr. El 1963 es pactà un arranjament, però els nacionalistes paixtuns de l'Afganistan mantingueren llurs pretensions. Les tensions s'apaivagaren el 1966.

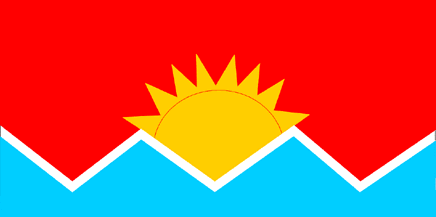
Bandera Paixtunistan, 1986

Durant el mandat de Zulfikar Ali Bhutto (1971-1977) es reconstituïren les províncies, i es garantí llur autonomia en la Constitució del 1973, afavorit també per la mort d'Al Shakza'i el 1972. Però en la pràctica, el poder quedà encara més centralitzat, i les relacions es deterioraren el 1973-1975, influïts pels esdeveniments en Balutxistan, i amb suport del govern de l'Afganistan. Aquesta política fou continuada durant la dictadura de Zia ul Haq; inicialment intentà variar la política a la zona, però la invasió soviètica de l'Afganistan del 1978 pels soviètics i la guerra del 1980 incrementà els intents de control sobre les àrees tribals, més notablement el 1985-1986 per acabar amb el tràfic d'armes i d'heroïna. Endemés, l'alt nombre de refugiats paixtuns de l'Afganistan desestabilitzen l'àrea.
Dels tres milions de refugiats afganesos, el 75% s'establí a la Província de la Frontera Nord-oest, principalment a les àrees tribals, on una tercera part dels habitants eren refugiats. A part de les consideracions humanitàries i econòmiques, els refugiats formaven part de la xarxa de resistència mujahidin que creuaven lliurement la frontera, així com atacs de represàlia d'afganesos lleials a Moscou.
Els líders de l'oposició pathan formaren un bloc amb sindhis i balutxis el 1985 que s'integrà al reorganitzat National Awami Party el 1986. El novembre del 1988 canvià la situació novament amb l'arribada al poder del Partit Popular del Pakistan (PPP) de Benazir Bhutto. A l'Assemblea de la Província de la Frontera Nord-oest, el PPP fou el partit més votat, i es coalitzà amb el NAP d'Abdul Wali Khan, fill d'A. Gaffar Khan (1889-1988), però ben aviat la coalició entrà en conflicte, sobretot la política a seguir amb l'Afganistan. Tanmateix, el gener del 1989, 10 membres de l'opositor Islamic National Alliance donaren suport al govern de coalició. Tot i que no hi ha violència ètnica al Sindh, potser reneixi la idea de Paixtunistan.
Des del 1990 el Partit Nacional Awami a assolir molta força al país, i formà un govern de coalició amb l'Islamic Jumoori Ittehad (IJI) i el 1997 amb el PML-N, però trencà la coalició quan el president Nawaz Sharif refusà renomenar la Província de la Frontera del Nord-oest com a Pakthunkhwa. Això provocà un renaixement de la mobilització ètnica de mans de Nasim Wali, vídua de Wali Khan